# Archidiecezja Cagliari
Archidiecezja Cagliari (łac. Archidiœcesis Calaritana) – archidiecezja Kościoła rzymskokatolickiego na Sardynii. Została erygowana jako diecezja w IV wieku, zaś w XI wieku została podniesiona do rangi archidiecezji.

## Główne świątynie
- Archikatedra: Archikatedra Matki Bożej z Castello w Cagliari
- Konkatedra: Konkatedra św. Pantaleona w Dolianova
- Bazyliki mniejsze:
  - Bazylika Matki Bożej z Bonaria w Cagliari
  - Bazylika św. Heleny Cesarzowej w Quartu Sant’Elena